# Tonge (Kent)
Pour les articles homonymes, voir Tonge.
Tonge est une paroisse civile et un village du Kent, en Angleterre.